# Clay megye (Iowa)
Clay megye az Amerikai Egyesült Államokban, azon belül Iowa államban található. Lakosainak száma 16 384 fő (2020. április 1.). Clay megye Dickinson, Buena Vista, Osceola, O’Brien, Cherokee, Emmet, Palo Alto és Pocahontas megyékkel határos.

## Népesség
A megye népessége az elmúlt években az alábbi módon változott:
| Lakosok száma | 16 626 | 16 603 | 16 591 | 16 491 | 16 507 | 16 384 |
|               | 2010   | 2011   | 2012   | 2013   | 2015   | 2020   |